# Ronald Wright
Ronald Wright es un músico nacido en Inglaterra, en la ciudad de Liverpool, el 2 de enero de 1985. Es miembro de la banda Ayat desde 2005. Aunque se conoce poco de él, se sabe que conoció a Emile Rohd en París, que fue quien le invitó a unirse a su proyecto musical. También se sabe que antes de formar Ayat, perteneció a la banda de death metal técnico Hatercrowen. 

## Juventud
Charles Ronald Wright nació en un pequeño pueblo de la ciudad de Liverpool el 2 de enero de 1985. A la edad de 11 años empezó a mostrar su interés por la música; especialmente por la batería. Sus padres decidieron comprarle el instrumento y así empezó su desarrollo como baterista. Luego a través de los años tendría la oportunidad de conocer a Emile Rohd en París y este le invitó a unirse a un proyecto musical, el de la banda Ayat.
Además es un sabido fanático del Liverpool FC.

## Discografía
Con Ayat
Promo '04 (Demo) 2004
Rehearsal I (Demo) 2004
Rehearsal II (Demo) 2004
Neocratic Rehersal (Demo) 2004
Al Nabi Moujrem, Moughtaseb, Dajjal (EP/Single) 2005
Six Years of Dormant Hatred 2008
- Ilahiya Khinzir!
- Fornication And Murder
- The Fine Art of Arrogance Part One (The Icon And The Cattle)
- Collective Suicide in The Boudoir (Feeling Wonderful Tonight)
- Puking Under Radiant Moonlight (Followed by a Century Long Ejaculation)
- Misogyny When We Embrace
- Necronarcos (Tame You Death)
- Curses! Curses! and Never Sleep...
- Thousands of Pissed Motherfuckers...
- Such a Beautiful Day! (The Exaltation of Saint Francis)